# Anuvanahalli, Tarikere
Anuvanahalli là một làng thuộc tehsil Tarikere, huyện Chikmagalur, bang Karnataka, Ấn Độ.